# Andreas Paulsen
Andreas Paulsen (Flensburg, Schleswig-Holstein, 4 de marzo de 1899 - Berlín, 14 de diciembre de 1977) fue un economista alemán, rector de la Universidad Libre de Berlín. Fue el principal divulgador de las ideas del keynesianismo según la interpretación de Alvin Hansen, esto es, neokeynesianismo.

## Biografía
Tras estudiar economía en Leipzig y Kiel, Paulsen se doctoró en Leipzig (1923) con una tesis sobre La prensa de los sindicatos libres. Luego trabajó muchos años en la Cámara de Comercio e Industria de Leipzig y como jefe del sistema escolar hasta que comenzó la Segunda Guerra Mundial.
Después de la guerra, Paulsen, que había quedado en la Alemania del Este, fue profesor en Leipzig de 1946 a 1947, y luego fue habilitado como profesor extraordinario en la Universidad Friedrich Schiller de Jena (1947). En Leipzig se había unido al Partido Social Demócrata de Alemania, pero pasó al SED o Partido Socialista Unificado de Alemania en 1946 cuando tuvo lugar la forzada Fusión del KPD y del SPD; sin embargo, abandonó el partido en 1947. En 1948 dejó la zona de ocupación soviética hacia Berlín Occidental, donde, en 1949, fue nombrado profesor de economía en la recién fundada Freie Universität / Universidad Libre de Berlín, y fue su rector desde 1955 hasta 1957. Paulsen se retiró en 1967 y murió diez años después en Berlín. Está enterrado en el cementerio de Dahlem.

## Obras (selección)
- La prensa de los sindicatos libres (tesis, 1923)
- Soziale Gerechtigkeit als Wertnorm der Wirtschaftsordnung.	München: Richard Pflaum, 1948. / La justicia social como norma de valor del orden económico.
- Liquidität und Risiko in der wirtschaftlichen Entwicklung : ein Beitrag zur dynamischen Wirtschaftstheorie. Frankfurt/Main: Verl. für Sozialwiss., 1950 / Liquidez y riesgo en el desarrollo económico. Una contribución a la teoría económica dinámica.
- Neue Wirtschaftslehre. Einführung in die Wirtschaftstheorie von John Maynard Keynes und die Wirtschaftspolitik der Vollbeschäftigung. Berlin, Verlag für Rechtswissenschaft, 1950 (La nueva teoría económica: una introducción a la teoría económica de John Maynard Keynes y a la política de pleno empleo, Buenos Aires: El Ateneo, [1957], reeditada varias veces.
- Universität und Wissenschaft in unserer Zeit : akademische Ansprachen [Berlin]: Freie Universität Berlin, [1957] / Universidad y ciencia en nuestro tiempo. Discursos académicos (1957)
- Allgemeine Volkswirtschaftslehre. Berlin: de Gruyter, 1956-1960, 4 vols., muy reimpreso. Esta obra fue traducida al español por el economista Manuel Sánchez Sarto con el título de Teoría general de la Economía Barcelona / México: UTEHA (Unión Tipográfica Hispano Americana), 1959-1963, 4 vols.
  - I. Grundlegung, Wirtschaftskreislauf
  - II. Haushalte, Unternehmungen, Marktformen
  - III. Produktionsfaktoren
  - IV. Gesamtbeschäftigung, Konjunkturen, Wachstum. Sammlung Göschen